# MFK Skalica
MFK Skalica, langer Name Mestský Futbalový klub Skalica, deutsch Stadtfußballklub Skalica ist ein slowakischer Fußballverein aus Skalica.  Seit der Saison 2016/17 spielt der Verein in der zweithöchsten slowakischen Liga, der 2. Fußball-Liga.

## Geschichte
Der Verein wurde 1920 als ŠK Skalica gegründet. In der Saison 2014/15 wurde der Verein Zweiter in der 2. Fußball-Liga und stieg damit erstmals in die Fortuna liga auf.
- 1920–1945 ŠK Skalica
- 1945–1953 Sokol Tekla Skalica
- 1953–1963 DŠO Tatran Skalica
- 1963–1990 TJ ZVL Skalica
- 1990–2006 Športový klub ŠK Skalica
- 2006–aktuell MFK Skalica

## Erfolge
- Aufstieg in die Fortuna Liga – 2015